# Østre Landsret

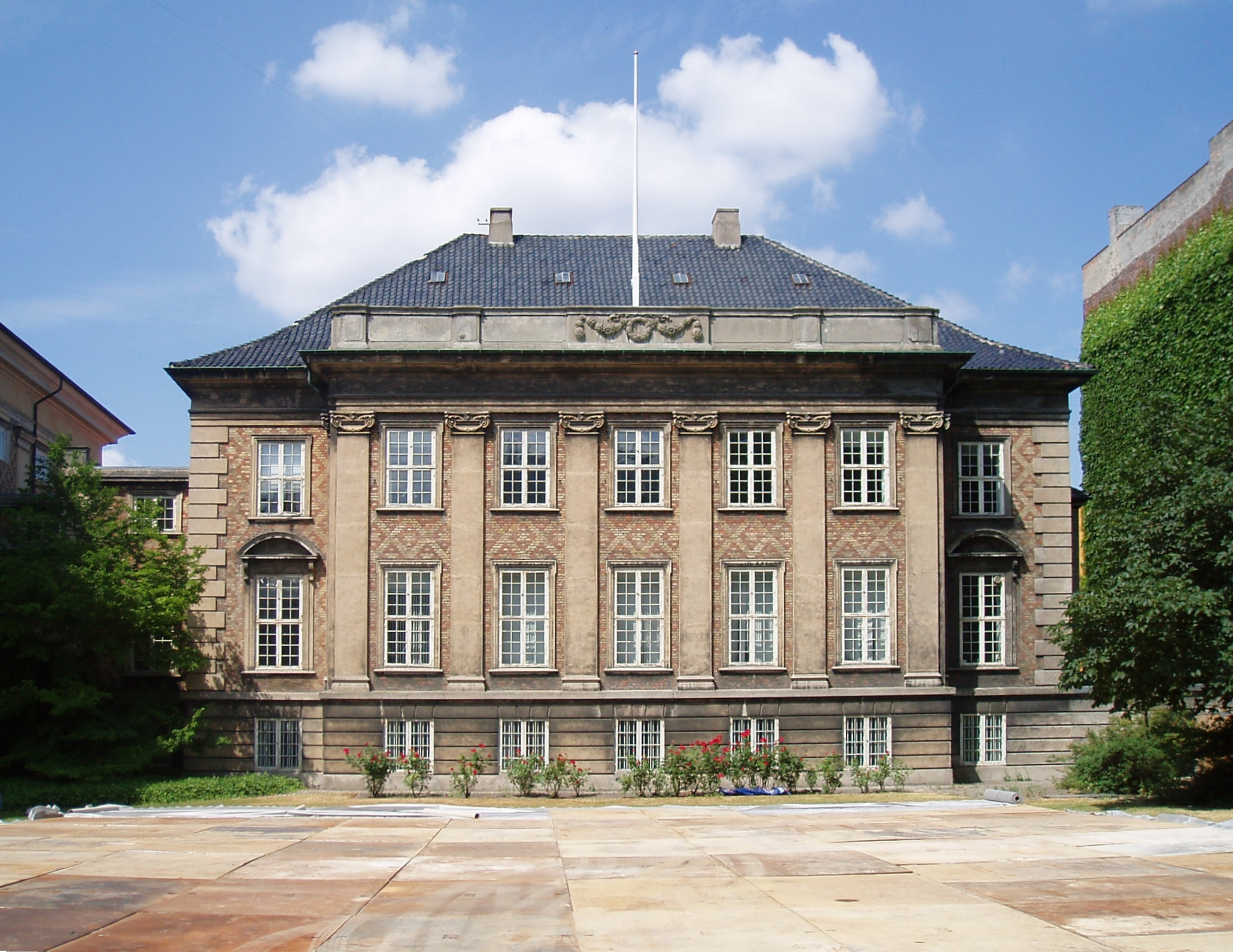
Østre Landsrets östra fasad ut mot Bredgade i Köpenhamn.

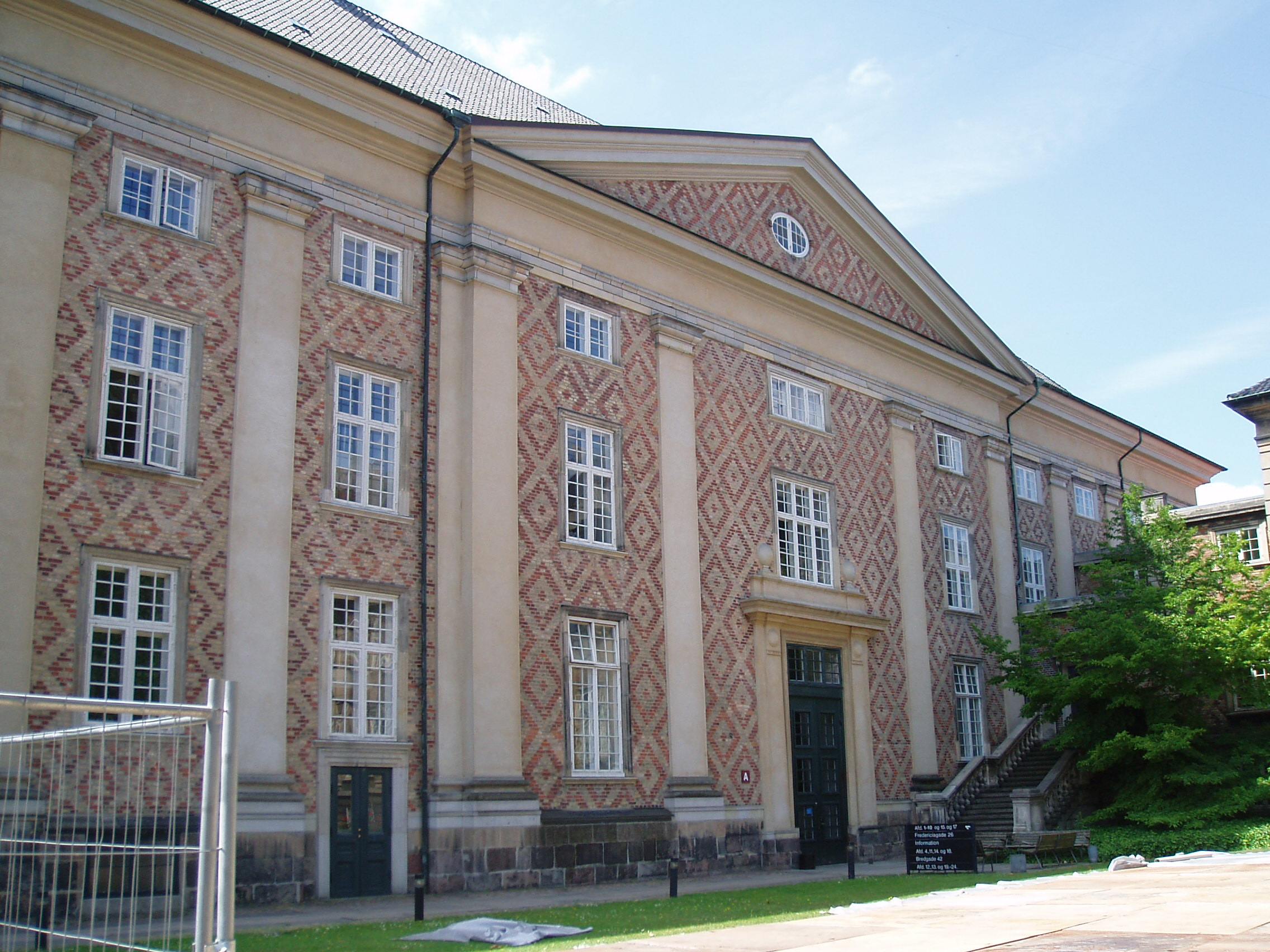
Østre Landsrets norra fasad längs Fredericiagade i Köpenhamn.

Østre Landsret är landsret för östra Danmark, en domstol som motsvarar svensk hovrätt, dit rättsfall från byretterna (som motsvarra svenska tingsrätter) kan överklagas, såväl brottmål som civilmål. Det är vid sidan av Vestre Landsret en av två landsretter i Danmark. Østre Landsret upprättades år 1919.
Østre Landsrets domkrets omfattar Fyn, Själland och Bornholm, men är även appellationsdomstol för Färöarna och fyllde även denna funktion för Grönland till Højesteret tog över 1 januari 2010.
Landsretten är belägen på Bredgade 59/Fredericiagade 26 och Bredgade 42 i Köpenhamn. Byggnaden på Bredgade uppfördes som operahus, men fungerade som sådant endast 1702-1708. Åren 1720-1884 var byggnaden kasern och sjöakademi. Byggnaden restaurerades 1768 av arkitekten C.F. Harsdorff. År 1884 brann Christiansborg och Rigsdagen flyttade in i lokalerna på Bredgade. År 1918 flyttade Rigsdagen ut igen och byggnaden blev nödlasarett under spanska sjukan. Från 1919 har Østre Landsret använt byggnaden.